# Praia Xixi
A Praia Xixi é uma praia do Arquipélago de São Tomé e Príncipe, localiza-se a Sul da ilha de São Tomé entre a Praia do Portinho e a Ponta Basson Gai, junto à localidade de Will, frente ao estuário do Rio Portinho. 